# John Rogers Herbert

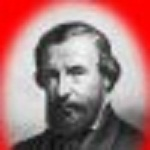
John Rogers Herbert

John Rogers Herbert (Maldon, Essex, 23 januari 1810 -Kilburn, 17 maart 1890) was een Engels kunstschilder. Hij had invloed op de leden van de Pre-Raphaelite Brotherhood.

## Leven en werk
Herbert ging in 1926 studeren aan de Royal Academy of Arts. Na de dood van zijn vader in 1928 verliet hij de academie en begon een succesvolle carrière als illustrator en portretschilder. Hij legde in de jaren dertig menig Brits aristocraat op het witte doek vast en maakte onder andere in 1934 een portret van prinses Victoria.
Steeds vaker begon Herbert ook genrewerken te maken, in een romantische stijl, met een voorliefde voor dramatische en historische taferelen, vaak ook naar Bijbelse en literaire thema’s. Vanaf de jaren 1840 vertoont zijn werk duidelijke invloeden van de Duitse kunstenaarsbeweging de Nazareners. Veel succes had hij met zijn werken The First Introduction of Christianity into Great Britain (1842) en Our Saviour Subject to his Parents in Nazareth (1847). Met name dat laatste schilderij had grote invloed op de prerafaëlieten. Het inspireerde John Everett Millais tot zijn Christ in the House of His Parents en William Holman Hunt tot A Converted British Family Sheltering a Christian Missionary from the Persecution of the Druids.
Vanaf 1845 begon Herbert ook steeds vaker fresco’s te maken. Zijn Lear Disinheriting Cordelia (1850), naar Shakespeare, in de Palace of Westminster, werd geprezen door John Ruskin. Voor de ‘Peers Robing Room’ maakte hij later onder andere de muurschilderingen Moses bringing down the Tables of the Law to the Israelites, The Visit of the Queen of Sheba en The Judgement of Daniel. Ook maakte hij veel werk voor Katholieke kerken.
Herbert was vanaf 1847 lid van de Royal Academy. Hij bleef tot op hoge leeftijd schilderen en overleed in 1890, op 80-jarige leeftijd.

## Galerij

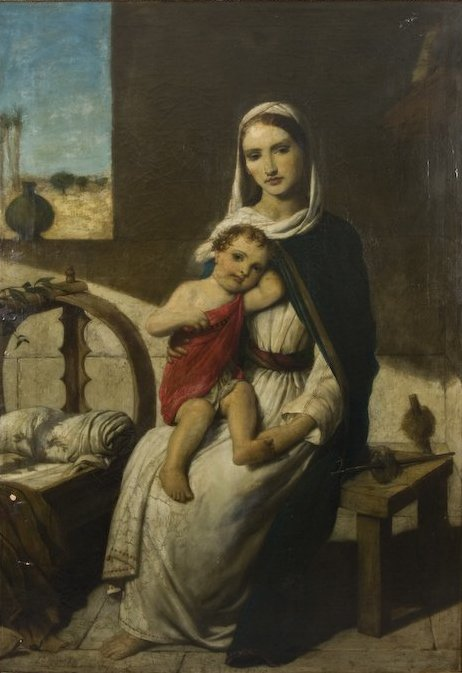
Nazareth
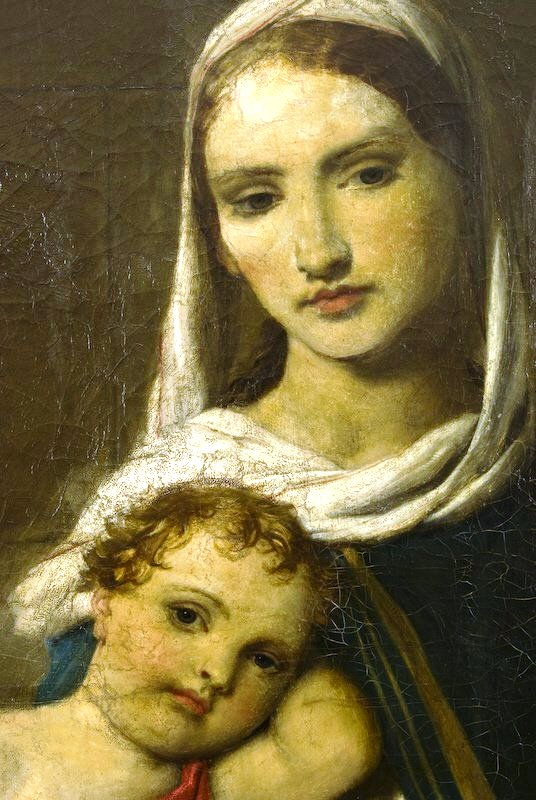
Nazareth (detail)
Lear and Cordelia, 1876
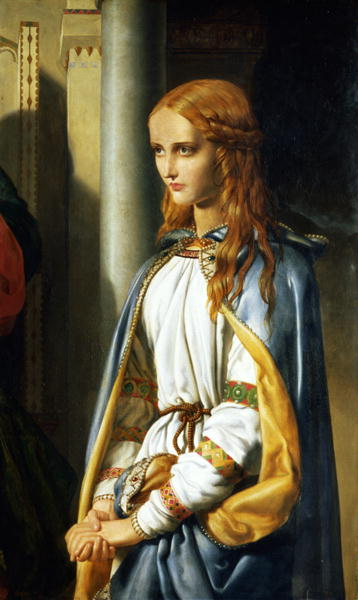
Cordelia, naar zijn fresco in de Palace of Westminster
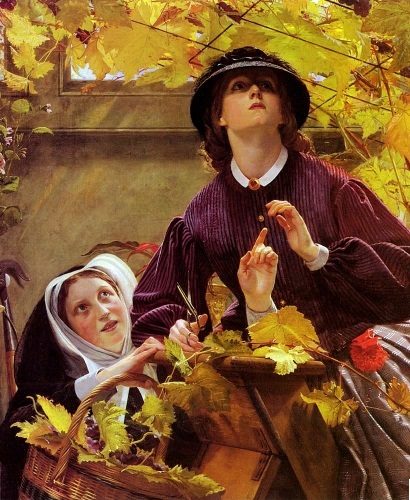
The Wine That Maketh Glad The Heart Of Man
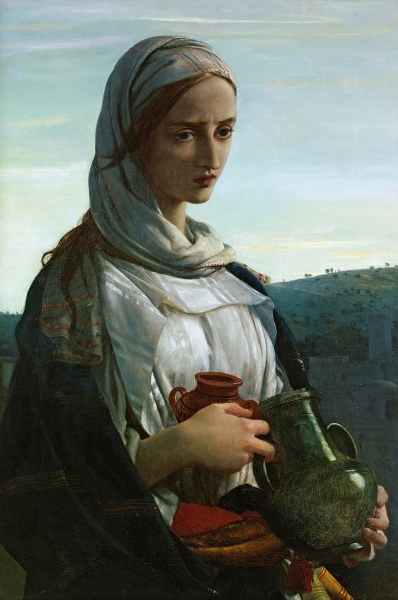
Mary Magdalene
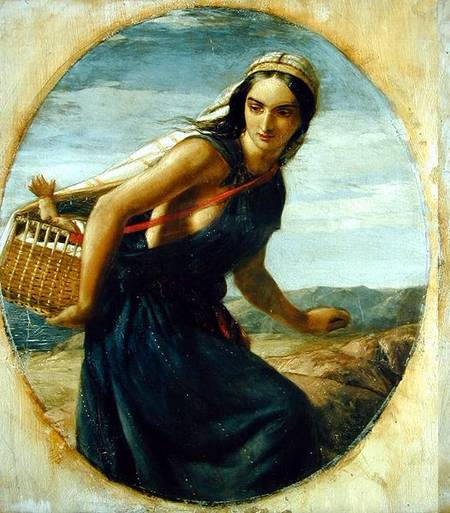
Israeli mother
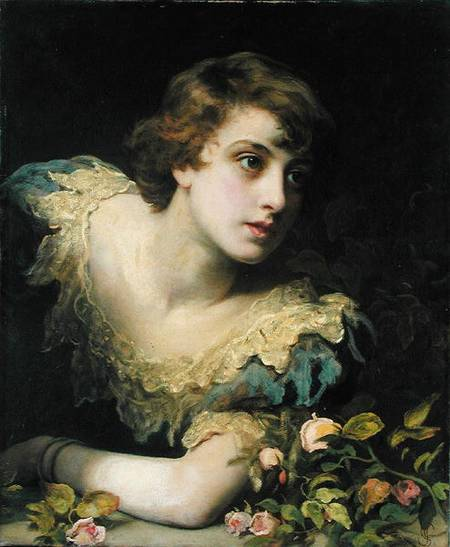
Expectation
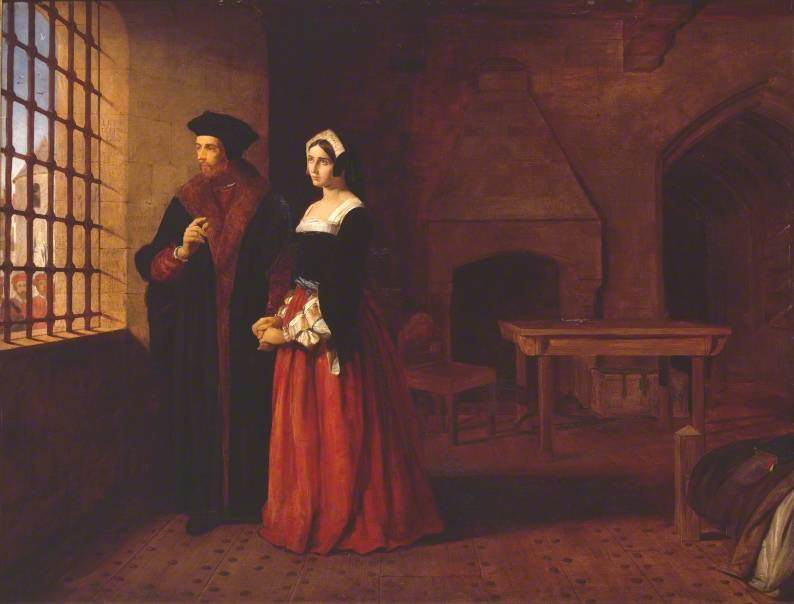
Sir Thomas More and his Daughter
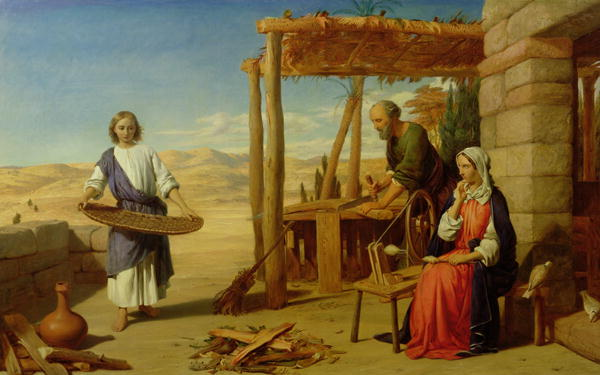
Our Saviour Subject to his Parents in Nazareth